# Maximilian Csicserics von Bacsány

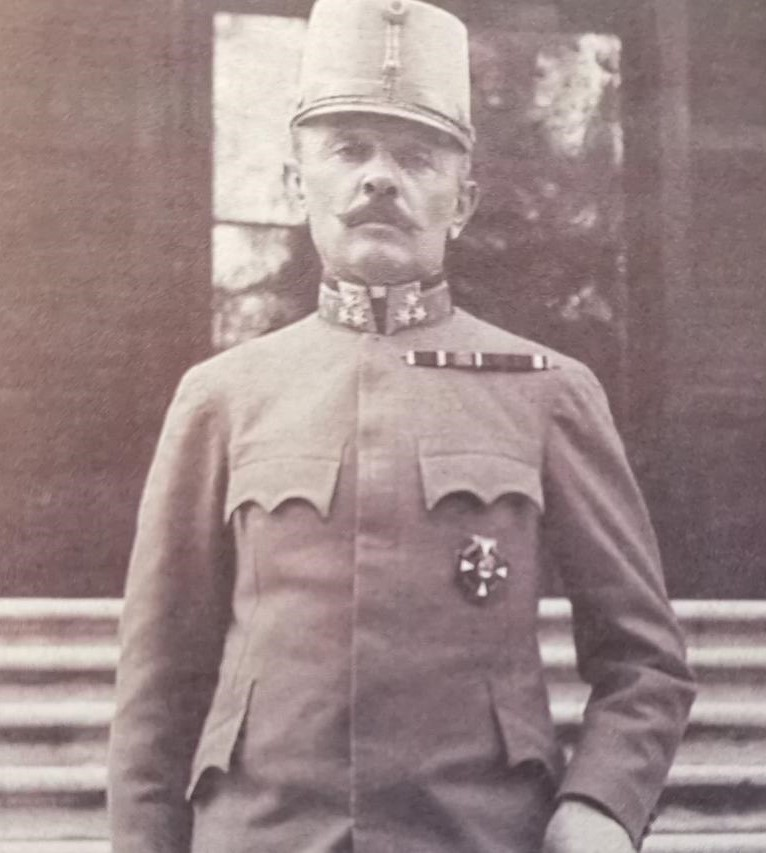
Maximilian Csicserics von Bacsány

Maximilian Csicserics von Bacsány (* 3. März 1865 in Arad; † 8. November 1948 in Agram) war ein österreichisch-ungarischer Geheimer Rat und General der Infanterie.

## Herkunft
Csicserics wurde als Sohn des k.u.k. Obersten Ignaz Csicserics (* 30. September 1828; † 2. Januar 1882) und der Auguste, Tochter des k.u.k. Oberstleutnant Karl von Mollinary, geboren. Csicserics besuchte das Gymnasium in Vinkovci, danach die Oberrealschule in Mährisch-Weißkirchen. Sein Vater Ignaz wurde am 13. November 1877 in Gödöllö geadelt und trug seither den Namen „Csicserics von Bacsány“. Maximilian war 17 Jahre alt, als sein Vater 1882 als Kommandant der k.u.k. 83. Landwehr-Infanteriebrigade an einer Lungenentzündung in Agram verstarb.

## Militärkarriere
Er absolvierte die Theresianische Militärakademie in Wiener Neustadt, wurde am 18. August 1884 Leutnant und trat beim Infanterie-Regiment Nr. 38 ein. Die weitere Laufbahn brachte ihn in den Generalstabsdienst. Seit 1. Januar 1889 Oberleutnant, wurde er am 1. November 1892 zum Hauptmann im Generalstabskorps ernannt. Er arbeitete 1892 für das Evidenz-Büro des Generalstabes und erhielt dort den Auftrag, für ein Jahr nach Kasan zu gehen, um seine Ausbildung in der russischen Sprache zu vervollkommnen. 1897 wurde er Bataillonsführer im Infanterie-Regiment Nr. 85. Am 1. November 1898 zum Major befördert, entwickelte sich seine Karriere reibungslos weiter und brachte ihn schließlich in den Generalstab, wo er zwischen 1898 und 1902 als Stabsoffizier tätig war.
Am 1. Mai 1902 wurde er Oberstleutnant und wurde Kompanieführer im Infanterie-Regiment Nr. 46. Während des Russisch-Japanischen Krieges wurde er am 15. Februar 1904 als österreichischer Militärbeobachter in die Mandschurei delegiert. Im Oktober 1905 löste er Oberst Adolf von Rhemen als Generalstabschef des XIII. Korps in Agram ab und wurde am 1. November zum Oberst befördert. Am 28. April 1908 wurde er dann zum Generalstabschef des XI. Armeekorps berufen. Am 1. Mai 1911 wurde er Generalmajor und übernahm das Kommando über die 30. Infanterie-Brigade. Von 1912 bis zum Beginn des Ersten Weltkrieges fungierte er als Lehrer für Strategie an der Kriegsschule in Wien. Seine in der Mandschurei gewonnenen Erfahrungen bezüglich der Rolle von Festungen und dem Einsatz der schweren Artillerie im Bewegungskrieg versuchte er später vergeblich beim Generalstabschef Conrad von Hötzendorf umzusetzen.

## Im Weltkrieg
Am 1. August übernahm Csicserics beim Serbienfeldzug 1914 die Funktion des Chefs des Generalstabes der k.u.k. 5. Armee (General der Infanterie von Frank) in Syrmien. Am 10. Oktober 1914 wurde er mit dem Korpskommando an der Donaulinie betraut, er hatte die Donaubrückenköpfe Tulln-Krems-Wien-Preßburg auf Kriegsstand herzurichten und wurde am 1. November zum Feldmarschallleutnant befördert. Am 17. April 1915 wurde er als Nachfolger von Hugo Martiny zum Kommandanten der 14. Infanterie-Truppen-Division ernannt und nahm am Vormarsch des übergeordneten VIII. Korps (Scheuchenstuel) aus dem Raum Sztropko über den Lupkowpass auf Lemberg teil. In der Folgezeit war seine Division abwechselnd dem V. (FML Ferdinand Goglia) und IV. Korps (Albert Schmidt von Georgenegg) bei der k.u.k. 2. Armee unterstellt, die bis August 1915 auf Brody vorgehen konnte. Am 9. Juni 1916 wurde die Front des k.u.k. XIII. Korps während der Brussilow-Offensive am Dnjestr aufgerissen, der Korpskommandant General von Rhemen wurde am 6. Juli 1916 durch Csicserics als neuen Kommandierenden General ersetzt.
Am 14. Juni 1917 übernahm er die Führung des XXIII. Armeekorps in Italien, das im Abschnitt der 1. Isonzo-Armee unter Generaloberst von Wurm eingesetzt war. Seit 14. Dezember 1917 fungierte er als militärischer Vertreter Österreichs bei den Friedensverhandlungen mit den Sowjets in Brest-Litowsk. Am 27. Februar 1918 erfolgte seine Beförderung zum General der Infanterie, wenig später übernahm er zum zweiten Mal das Kommando über das XXIII. Armeekorps in Italien, das er im Juni 1918 während der Piaveschlacht bei San Donà di Piave führte.
Nach dem für die österreichische Monarchie verlorenen Krieg wurde Csicserics schließlich am 1. Januar 1919 pensioniert. Im Jahr 1928 heiratete er Gabriele Jagodics de Kernyécsa, 1942 zog das Paar nach Zagreb, um sich seine dort zustehende Rente zu sichern. Seine letzten fünf Jahren verbrachte er völlig blind und hilflos. Seine Frau tat alles, um ihm noch ein erträgliches Leben zu ermöglichen.